# Bloque por Asturies
Bloque por Asturies és un partit polític d'Astúries. Té una ideologia nacionalista asturiana i d'esquerres i va ser fundat de cara a les eleccions autonòmiques de 2003, per una part de la militància de Bloque de la Izquierda Asturiana que es va presentar en coalició amb Izquierda Unida per a acabar formant part del govern al costat del PSOE.
A les eleccions autonòmiques de 2007, va tornar a presentar-se en coalició amb Izquierda Unida i també amb Los Verdes d'Asturies, obtenint la coalició 58.114 vots (9,7%) i 4 diputats, dels quals BA va obtenir un. Forma part del Conceyu Abiertu pola Oficialidá. El seu secretari general és Roberto Colunga i el seu portaveu Rafael Palacios, que va ostentar el càrrec de director de la Axencia Asturiana de Cooperación al Desarrollu del Principat durant la legislatura 2003-2007. A les eleccions autonòmiques espanyoles de 2011 es van presentar en coalició amb Unidá Nacionalista Asturiana.